# Volksbanken-Verbund
Volksbanken-Verbund ist ein österreichischer Kreditinstitute-Verbund, dem die acht österreichischen Volksbanken und die Österreichische Ärzte- und Apothekerbank angehören. Zentralorganisation des seit 18. September 2012 bestehenden Verbundes ist seit 4. Juli 2015 die VOLKSBANK WIEN AG. Eigentümer der Kreditinstitute sind direkt oder indirekt die Mitglieder der Kreditinstitute bzw. ihrer Beteiligungsgenossenschaften.
Der Volksbanken-Verbund ist ein Teil der österreichischen Kreditwirtschaft. Die Bilanzsumme beträgt rund 29 Milliarden Euro. Die neun Kreditinstitute betreuen mit etwa dreitausend Mitarbeiterinnen und Mitarbeitern (Vollzeitäquivalente) in 236 Vertriebsstellen ungefähr eine Million Kunden in ganz Österreich (Stand 31. Dezember 2022).

## Geschichte
Die Volksbanken sind gewerbliche Kreditgenossenschaften nach dem System Hermann Schulze-Delitzsch und haben ihren Ursprung in der Genossenschaftsbewegung des 19. Jahrhunderts.
In Österreich besteht seit 1872 der Österreichische Genossenschaftsverband mit Sitz in Wien. Dem Verband gehören neben den zum Volksbanken-Verbund zählenden Kreditinstituten auch Waren-, Dienstleistungs- und Produktivgenossenschaften an. Die Österreichische Volksbanken-Aktiengesellschaft (ÖVAG) wurde 1922 als Österreichische Zentralgenossenschaftskasse gegründet und 1974 in eine Aktiengesellschaft übergeführt. Bis 4. Juli 2015 war die ÖVAG das Zentralinstitut für die dem Volksbanken-Verbund zugehörigen Kreditinstitute.
Die Bezeichnung Volksbanken-Verbund entwickelte sich Ende der 1990er-Jahre für die Beschreibung der zum Österreichischen Genossenschaftsverband gehörenden und großteils unter der Marke Volksbank tätigen österreichischen Kreditinstitute mit ihren Beteiligungsunternehmen und Solidaritätseinrichtungen. Weiters zählte dazu der Konzern der Österreichische Volksbanken-Aktiengesellschaft.
Die regionalen österreichischen Volksbanken schlossen sich im Jahr 2012 mit der Österreichischen Volksbanken-Aktiengesellschaft zu einem Kreditinstitute-Verbund gem. § 30a Bankwesengesetz (BWG) mit der Bezeichnung Volksbanken-Verbund zusammen. Der Vertrag über die Bildung des Kreditinstitute-Verbundes wurde mit Genehmigung der Finanzmarktaufsichtsbehörde am 18. September 2012 rechtswirksam.
Es war dies eine Bedingung für die staatliche Unterstützung der erforderlichen Restrukturierungsmaßnahmen. Es kam zur Abspaltung der Zentralbankfunktion, die auf die VOLKSBANK WIEN AG übertragen wurde. Die ÖVAG wurde im Juli 2015 zur Abbaugesellschaft mit der Bezeichnung immigon portfolioabbau ag, legte die Bankkonzession zurück und schied aus dem Volksbanken-Verbund aus. Der Volksbanken-Verbund hat die mit der Republik Österreich vereinbarten Zahlungen bis Ende 2022 vollständig geleistet. Die EU-Kommission hat daher Ende Jänner 2023 die Schließung des Beihilfeverfahrens bestätigt.
Die Anzahl der zum Volksbanken-Verbund gehörenden Kreditinstitute hat sich im Wesentlichen durch Zusammenschlüsse auf den aktuellen Stand von neun Kreditinstituten reduziert. Im Vergleich dazu gehörten im Mai 2012 noch 52 regionale Volksbanken, 8 Spezialbanken (Apothekerbank, Ärztebank, Factoring-Bank, Gärtnerbank, Immo-Bank, Quadratbank, Sparda-Bank Austria Nord und Sparda-Bank Austria Süd), 4 Hauskreditgenossenschaften, die start:bausparkasse und die Österreichische Volksbank-Aktiengesellschaft zum Volksbanken-Verbund.

## Geschäftsmodell
Die Kreditinstitute des Volksbanken-Verbundes berufen sich bei der Beschreibung ihres Geschäftsmodells auf ihre Ursprünge als genossenschaftlich organisierte Einheiten und betonen dabei ihre Regionalität und ihre nachhaltige Geschäftspolitik. Sie verfolgen ein risikoarmes Geschäftsmodell, weshalb der überwiegende Teil der Aktivitäten innerhalb Österreichs stattfindet und keine Standorte im Ausland betrieben werden. Wesentlichste Zielgruppen sind private Haushalte sowie Klein- und Mittelbetriebe. Die Kernleistungen des Bankbetriebes wie Kredite, Einlagen und Zahlungsverkehr werden vom Volksbanken-Verbund selbst durchgeführt. Bei anderen Produkten und Dienstleistungen bestehen Kooperationen mit Partnern, die eine ähnlich nachhaltige Geschäftsstrategie verfolgen. Insgesamt wurde die Produktpalette gestrafft und vereinheitlicht.
Die VOLKSBANK WIEN AG veröffentlicht seit 2017 und der Volksbanken-Verbund seit 2021 jährlich einen Nachhaltigkeitsbericht. Der Volksbanken-Verbund hat seine Nachhaltigkeitsstrategie zuletzt im November 2022 veröffentlicht.
Der Code of Conduct, die Verhaltensrichtlinie der VOLKSBANK WIEN AG, ist für alle Mitarbeiter im Volksbanken-Verbund gültig.
Im Volksbanken-Verbund sind die Aufgaben zwischen der Zentralorganisation und den zugehörigen Kreditinstituten klar geregelt. Während alle Steuerungs- und Kontrollkompetenzen sowie die Backoffice-Funktionen von der Zentralorganisation wahrgenommen werden, liegen die Agenden für Verkauf und Kundenservicierung bei den einzelnen Kreditinstituten.
Die Kreditinstitute des Volksbanken-Verbundes bilden einen uneingeschränkten Haftungs- und Liquiditätsverbund. Die Zentralorganisation ist zu generellen oder individuellen Weisungen gegenüber den zugeordneten Kreditinstituten ermächtigt, um die Einhaltung aller regulatorischen Verpflichtungen zu gewährleisten.

## Kreditinstitute des Volksbanken-Verbundes
Der Volksbanken-Verbund besteht aus folgenden Kreditinstituten:
- Volksbank Kärnten eG
- Volksbank Niederösterreich AG
- Volksbank Oberösterreich AG
- Volksbank Salzburg eG
- Volksbank Steiermark AG
- Volksbank Tirol AG
- Volksbank Vorarlberg e. Gen.
- VOLKSBANK WIEN AG
- Österreichische Ärzte- und Apothekerbank AG

Sparda-Bank ist eine Marke der VOLKSBANK WIEN AG, unter der die Geschäfte der ehemaligen Sparda-Bank Austria abgewickelt wurden.
Die VOLKSBANK WIEN AG ist bezogen auf die Bilanzsumme die größte der regionalen Volksbanken und fungiert gleichzeitig als Zentralorganisation des Kreditinstitute-Verbundes. In Folge der ausgeprägten wirtschaftlichen und aufsichtsrechtlichen Integration des Verbunds werden die Zentralorganisation und die regionalen Volksbanken in regulatorischer Hinsicht als eine Einheit betrachtet.
Der Volksbanken-Verbund und die einzelnen Mitgliedsinstitute des Verbunds unterstehen der direkten Aufsicht der EZB.
Der Österreichische Genossenschaftsverband fungiert als gesetzlicher Prüfungsverband für die einzelnen Kreditinstitute und für das Frühwarnsystem des Volksbanken-Verbundes. Die gesetzliche Jahresabschlussprüfung der Volksbank Wien als Zentralorganisation erfolgt durch einen Wirtschaftsprüfer.

## Leitung des Volksbanken-Verbundes
Die Leitung des Volksbanken-Verbundes war ab seiner Rechtswirksamkeit am 18. September 2012 ident mit dem Vorstand der Österreichen Volksbanken-Aktiengesellschaft. Seit dem Zeitpunkt der Übernahme der Zentralorganisationsfunktion am 4. Juli 2015 ist die Leitung des Volksbanken-Verbundes ident mit dem Vorstand der VOLKSBANK WIEN AG.
Vorstandsmitglieder der Österreichischen Volksbanken-Aktiengesellschaft, ab 4. Juli 2015 immigon portfolioabbau ag:
- Rainer Borns, Vorstandsdirektor ab 6. August 2012 bis 30. November 2015
- Stephan Koren, Generaldirektor ab 3. September 2012 bis 30. Juni 2015
- Michael Mendel, Generaldirektor-Stellvertreter der Österreichischen Volksbanken-Aktiengesellschaft ab 1. Jänner 2009 bis 30. Juni 2015
- Christoph Raninger, Vorstandsdirektor ab 15. Februar 2013 bis 30. Juni 2015

Aufsichtsratsvorsitzende der Österreichischen Volksbanken-Aktiengesellschaft, ab 4. Juli 2015 immigon portfolioabbau ag:
- Hans Jörg Schelling (26. April 2012 bis 25. September 2014)
- Klaus Liebscher (25. September 2014 bis 30. Juni 2019)

Vorstandsmitglieder der VOLKSBANK WIEN AG (bis 7. August 2015 Volksbank Wien-Baden AG):
- Rainer Borns, Vorstandsdirektor, ab 1. Dezember 2015, ab 1. Jänner 2019 Generaldirektor-Stellvertreter
- Gerald Fleischmann, Generaldirektor ab 1. Juni 2015 bis dato
- Erich Fuker, Vorstandsdirektor ab Oktober 2013 bis 31. März 2015
- Wolfgang Layr, Vorstandsdirektor ab Oktober 2013 bis 31. März 2015
- Josef Preißl, Vorstandsvorsitzender ab 1. September 2004 bis 31. Mai 2015, Vorstandsmitglied und Stellvertreter des Vorstandsvorsitzenden ab 1. Juni 2015 bis 31. Dezember 2018
- Wolfgang Schauer, Vorstandsdirektor ab 1. April 2015 bis 31. Jänner 2017
- Thomas Uher, Vorstandsdirektor ab 15. Oktober 2017, 1. Jänner 2019 Generaldirektor-Stellvertreter

Aufsichtsratsvorsitzende der VOLKSBANK WIEN AG (bis 7. August 2015 Volksbank Wien-Baden AG):
- Thomas Schantz, Aufsichtsratsvorsitzender ab 18. Juni 2012 bis 4. März 2015
- Leo W. Chini, Aufsichtsratsvorsitzender von 4. März 2015 bis August 2015
- Heribert Donnerbauer, Aufsichtsratsvorsitzender ab 7. August 2015 bis 27. April 2023, seither Aufsichtsratsvorsitzender-Stellvertreter
- Robert Oelinger, Aufsichtsratsvorsitzender ab 27. April 2023

## Wirtschaftliche Kennzahlen des Volksbanken-Verbundes
Die externe Wahrnehmung und wirtschaftlichen Entwicklung des volksbanken-Verbundes und der Zentralorganisation des Verbundes, der VOLKSBANK WIEN AG, zeigen sich in den Einstufungen der Rating-Agenturen.

### Rating-Einstufungen durch Fitch-Ratings
Fitch Ratings zeigt folgende Ratingeinstufungen für den Volksbanken-Verbund (exklusive ÖVAG-Konzern):
Bis ins Jahr 2015 lag das Fitch-Rating des Volksbanken-Verbundes, das für alle Verbundbanken galt, stabil bei A. Am 19. Mai 2015 wurde anlässlich einer generellen Rating-Abstufung der großen österreichischen Banken für den Volksbanken-Verbund die Rating-Einstufung BB- vergeben. Am 27. August 2015 wurde dieses Rating auf BB+ verbessert. Am 3. März 2017 erfolgte eine Verbesserung auf BBB- und am 198. Februar 2018 eine weitere Verbesserung auf die Rating-Stufe BBB.
Am 20. April 2020 wurden auf Grund der Corona-Krise die Ratings der großen österreichischen Banken mit einem negativen Ausblick unter Beobachtung genommen. Am 25. September 2020 wurde das Rating des Volksbanken-Verbundes mit BBB und negativem Ausblick bestätigt. Am 14. September 2021 wurde das Rating BBB bestätigt, allerdings wurde der Ausblick auf positiv geändert und am 25. Juli 2022 wurde das Rating auf BBB+ angehoben, der Ausblick ist stabil.
Fitch-Ratings zeigte folgende Ratingeinstufungen für den ÖVAG-Konzern:
Das Rating des ÖVAG-Konzerns wurde am 8. Oktober 2014 infolge der geplanten Spaltung der ÖVAG (Übertragung der Zentralorganisationsfunktionen auf die VOLKSBANK WIEN AG) und nachfolgender Abwicklung der in immigon portfolioabbau ag umbenannten Rest-ÖVAG, erstmals abweichend zum Volksbanken-Verbund mit BBB- und negativem Ausblick festgelegt. Am 27. August 2015 hat Fich das Rating der Abbaugesellschaft immigon auf CCC gesetzt und gleichzeitig entzogen.

### Rating-Einstufungen durch Moody’s
Die Rating-Agentur Moody’s legte im Februar 2017 die Rating-Einstufung für die VOLKSBANK WIEN AG mit Baa2 fest und nahm im Oktober 2017 eine Höherstufung auf Baa1 vor. Nach Abschluss der Zahlungen an die Republik Österreich und auf Grund der guten Geschäftsentwicklung wurde das Rating der VOLKSBANK WIEN AG mit A2, Ausblick stabil, festgelegt.

### Berichte des Volksbanken-Verbundes
Die nachstehenden Kennzahlen wurden den von Jahresabschlussprüfern bestätigten Verbundberichten zu den jeweiligen Bilanzstichtagen entnommen.
| Bezeichnung                             | 2015  | 2016  | 2017  | 2018  | 2019 | 2020 | 2021 | 2022 |
| --------------------------------------- | ----- | ----- | ----- | ----- | ---- | ---- | ---- | ---- |
| Bilanzsumme in Mrd. Euro                | 27,8  | 24,5  | 25,3  | 26,6  | 27,5 | 29,4 | 32,1 | 29,2 |
| Eigenmittelquote in % des Gesamtrisikos | 15,37 | 15,10 | 16,61 | 15,77 | 17,8 | 19,2 | 19,3 | 18,7 |
| Geschäftsstellen Anzahl                 | 464   | 402   | 343   | 304   | 267  | 249  | 243  | 236  |
| Mitarbeiter Anzahl zum Jahresultimo     | 4494  | 4347  | 4121  | 3778  | 3496 | 3268 | 3128 | 3033 |

Der Volksbanken-Verbund bedient sich bei der Erbringung seiner Leistungen u. a. nachstehender Unternehmen:
- Teambank
- Union Investment
- Ergo Versicherung
- IMMOContract

Mit Bezug auf die Verringerung der Geschäftsstellen wird in den Berichten auf die zunehmende Nutzung des hausbanking das den Kunden online permanent zur Verfügung steht, und die Möglichkeit der Video-Beratung  durch persönliche Berater verwiesen.